# Николаева, Екатерина Геннадьевна
Екатери́на Генна́дьевна Никола́ева (род. 5 октября 1995, Балаково, Саратовская область) — российская хоккеистка, защитница, выступала в составе сборной России.

## Карьера
Воспитанница балаковского тренера Владимира Кулакова.
С 2011 по 2015 год выступала за женский хоккейный клуб «Торнадо».
С 2015 по 2020 год являлась игроком петербургского Динамо, который покинула в связи роспуском команды. 17 августа 2020 года стала хоккеисткой СК «Горный». Но с ноября 2020 вновь начала выступать за петербургское «Динамо», которое было возрождено под именем «Динамо-Нева».

### В сборной
В 2011 году становится чемпионкой мира (U18).
В 2016 году становится бронзовым призёром чемпионата мира.
Дважды становилась чемпионкой Универсиад (2015, 2017), а до этого в 2013 году была серебряным призёром Универсиады.
Участница Олимпиады 2018 года.